# Kyōto (prefektura)
Kyōto (japanski: kanji (京都府, romaji: Kyōto-fu) je prefektura u današnjem Japanu. 
Nalazi se na sjevernoj obali otoka Honshūa protežući se okomito prema jugu u unutrašnjost. Nalazi se u chihō Kansaiju.
Glavni je grad Kyōto.
Organizirana je u 6 okruga i 26 općina. ISO kod za ovu pokrajinu je JP-26.
1. ožujka 2011. u ovoj je prefekturi živjelo 2,633.428 stanovnika.
Simboli ove prefekture su cvijet tužna trešnja (Prunus spachiana), drvo japanske kriptomeerije (Cryptomeria japonica) i ptica bjelolici zovoj (Calonectris leucomelas).

## Vanjske poveznice
|  | Zajednički poslužitelj ima stranicu o temi Kyoto Prefecture    |
|  | Zajednički poslužitelj ima još gradiva o temi Kyoto Prefecture |

- Službene stranice (japanski)